# Euterius
Euterius aurait été le premier abbé de Mozac en Basse-Auvergne (France) vers 680, date légendaire de la fondation de l'abbaye.
On ne sait rien de plus concernant sa biographie, ni ses actions à l'abbaye de Mozac.

## Prise de possession de l'abbaye
Il a dû être choisi par le fondateur de l'abbaye, Calmin.
L'abbé Euterius est mentionné dans une charte du Roi Pépin (Pépin le Bref en 764 ou Pépin II d'Aquitaine en 848) qui plaça l'abbaye de Mozac sous la protection royale : « Abbati Eutherio ».

### Sources
- Note :

1. ↑  BNF, collection Moreau, vol. 284, fol. 160.

- Bibliographie :
  - Abbé Cohadon, Recherches historiques sur Mauzac, son abbaye, son église, in « Tablettes historiques de l'Auvergne », 1844.
  - Hippolyte Gomot, Histoire de l'abbaye royale de Mozat, 1872.